# وودیاردویل (آرکانزاس)
وودیاردویل (به انگلیسی: Woodyardville) یک منطقهٔ مسکونی در ایالات متحده آمریکا است که در آرکانزاس قرار دارد. وودیاردویل ۸۸٫۰۹ متر بالاتر از سطح دریا واقع شده‌است.